# Hōjō Ujinao

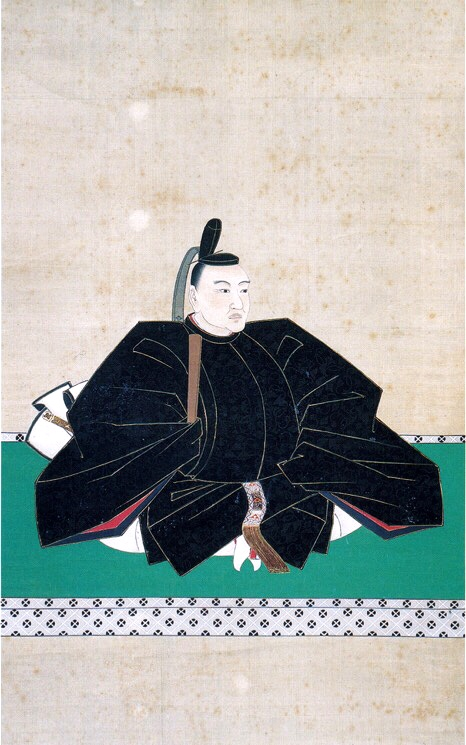
Darstellung von Hōjō Ujinao

Hōjō Ujinao (japanisch 北条 氏直; * 1562; † 1591) war ein japanischer Daimyō während der Azuchi-Momoyama-Zeit. Er war das letzte Oberhaupt des Klans der Hōjō.

## Leben
Hōjō Ujinao war der Sohn von Hōjō Ujimasa. Seine Familie leistete von ihrem Sitz in Odawara über mehrere Jahre Widerstand gegen Oda Nobunagas Einigungspläne Japans. Nach Nobunagas Tod 1582 übernahm sein verdienter General Hashiba Hideoyshi dessen Territorium und bereitete einen Feldzug gegen die Hōjō vor. Hōjō Ujinao, der seit 1590 Oberhaupt seiner Familie war, konnte dem neuen Gegner nichts entgegensetzen. Odawara wurde belagert und 1590 an Hideyoshi übergeben. Ujinao wurde verschont, aber verbannt. Er starb ein Jahr später im Exil.

## Familie
Hōjō Ujinao war mit Tokuhime, der Tochter des späteren Reichseinigers Tokugawa Ieyasu, verheiratet. Die Ehe blieb kinderlos. 